# Kokakor
Kokakor (Callaeas) är ett fågelsläkte i familjen vårtkråkor inom ordningen tättingar. Släktet omfattar endast två arter med utbredning enbart i Nya Zeeland:
- Nordökokako (C. wilsoni)
- Sydökokako (C. cinereus) – möjligen utdöd

Tidigare behandlades arterna som en och samma art, kokako (Callaeas cinerea).